# سوزي فيلدمان
سوزي فيلدمان (بالإنجليزية: Susie Feldman)‏ هي ممثلة أمريكية، ولدت في 7 يونيو 1982 في سان بيرناردينو في الولايات المتحدة.

## وصلات خارجية
- سوزي فيلدمان على موقع IMDb (الإنجليزية)
- سوزي فيلدمان على موقع أول موفي (الإنجليزية)
- سوزي فيلدمان على موقع قاعدة بيانات الفيلم (الإنجليزية)